# 인민의 종
인민의 종(우크라이나어: Слуга народу 슬루하 나로두[*])은 2018년 3월 31일 등록된 우크라이나의 대중주의 정당이다. 2018년 크바르탈 95 스튜디오 방송에서 방영된 텔레비전 코미디 프로그램 《국민의 일꾼》의 제작 프로듀서 겸 주연이었던 볼로디미르 젤렌스키가 창당한 정당이다. 처음 창당했을 당시에는 "시니컬한 정치적 목적"을 가진 사람들이 이름을 빼앗아 쓰는 것을 막기 위해 같은 이름으로 창당한 것이라고 밝혔다. 법적으로는 2016년 4월 창당했던 결정적 변화당의 후계정당이다. 2019년 우크라이나 대통령 선거에서 승리해 집권 여당이 되었다. 2019년 7월에 치러진 2019년 우크라이나 총선에서는 254석을 얻음으로써 단독 과반석을 이뤄냈다. 현재는 볼로디미르 젤렌스키가 탈당한 우크라이나 최대 정당이다.

## 역사
당의 초대 대표는 크바르탈 95의 변호사인 이반 바카노우였다.
2018년 12월 말, 2019년 우크라이나 대통령 선거 후보에 볼로디미르 젤렌스키가 출마한다고 선언하였다. 2019년 1월 초 출마 당시 2위었던 젤렌스키 후보는 지지율이 점차 올라가 3월 즈음엔 단독 1위로 치고 올라왔다. 2019년 3월 31일 열린 1차 선거에서 1위로 진출하였으며, 4월 21일 열린 페트로 포로셴코와의 2차 선거에서 73%의 지지율이라는 압도적인 차이로 젤렌스키 후보가 대통령에 당선되었다. 젤렌스키 후보는 페트로 포로셴코 블록이나 인생을 위한 야권연단과 같은 타 정당과 연립정부를 세우지 않을 것이라 발표했다.
2019년 6월 2일까지 진행된 2019년 우크라이나 총선의 지역구 선거 후보 공천에서 거의 모든 선거구에 공천을 완료하였다. 이 과정에서 당대표인 라줌코프는 6월 7일 기자회견에서 현역 국회의원은 전부 후보를 공천하지 않을 것이라고 말했다.
2019년 6월 9일 첫 당대회가 열렸다. 키예프의 흐리슈코 국립식물원에서 열린 당대회에서 젤렌스키 대통령과 라줌코프 대표를 포함한 대부분의 당지도부가 참여했다. 당대회에서는 주요 지역구 후보와 폐쇄식 정당비례명부대표에 이름을 올린 97명이 발표되었다. 비례명부에 이름을 올린 사람 중에서는 올림픽 선수인 올하 살라두하, 바딤 후차이트, 잔 벨레뉴크, 1+1 미디어 그룹의 CEO인 올렉산드르 트카첸코 등이 있다. 3일 후 후차이트 및 2명의 후보가 비례명부에 빠졌으며 기타 4명이 "추가 후보 조사" 후 후보 명단에서 빠졌다고 발표했다. 선거 운동 기간에는 언론과 정치권 사이에서 올렉산드르 트카첸코나 막스 부잔스키와 같이 논쟁이 많은 후보에 대한 비판이 심했다. 하지만 두 후보 모두 최종 후보 등록일까지 후보에서 빠지지 않았다.
7월 7일에는 후보자 명단에서 7명이 다시 빠졌다. 5명은 웹 사이트와 챗봇을 통해 얻은 정보로 빠졌다고 발표했으나 2명의 후보는 자의로 후보를 사퇴하여 이뤄진 것이라고 발표했다.
7월 19일에는 신세력 운동의 대표인 미하일 사카슈빌리가 총선에서 인민의 종 정당을 지원하며 지지자들도 전폭 지원해달라는 성명을 발표했다.
2019년 7월 22일 열린 총선거에서 254명의 후보가 당선되었으며 추가로 UKROP 소속이었으나 인민의 종 이름으로 출마한 후보도 당선되었다. UKROP와 인민의 종 사이 공식적인 선거연합은 없었다.

## 성향과 이념
2019년 5월 23일, 최고 라다에서 젤렌스키의 대변인인 루슬란 스테판추크는 정당의 주요 이념을 자유지상주의로 확립했다고 발표했다. 하지만 6월 3일 당 선거국 사무국장인 올렉산드르 코르니옌코는 "키예프에서 20km에서 100km만 가도 누가 우파, 좌파, 중도인지 정확히 알 수 없다"라며 "웹 사이트에 선언문을 기고하여 모든 것을 설명할 것"이라고 말했다.
2019년 총선 기간에는 우크라이나에 투자하는 외국인 투자자들에게 가장 친화적인 정권이 될 것이라고 말했다. 또한 유권자의 신뢰를 잃은 선출직 대표를 소환할 수 있는 제도를 도입하겠다고 공표했다. 또한 직접 민주제와 반부패 방안에 관련한 여러 정책을 공약하고 있다.
인민의 종 정당은 유럽 연합(EU), 북대서양 조약 기구(NATO)와의 협력을 더욱 확대해야 한다고 주장하고 있다. 또한 당의 핵심 목표는 우크라이나의 국민소득과 삶의 질을 유럽 평균 이상으로 올리는 것이라고 말했다.

## 선거 이력

### 총선거

2019년 총선거 당시 인민의 종 정당의 각지 정당투표율

| 년도   | 득표      | 득표율 | 결과 | 획득 의석 | 증감  | 정부 | 대표              |
| ------ | --------- | ------ | ---- | --------- | ----- | ---- | ----------------- |
| 2019년 | 6,287,798 | 43.18% | 1위  | 254 / 450 | 254석 | 여당 | 드미트로 라줌코우 |

### 대통령 선거
| 년도   | 후보                | 1차전 결과 | 1차전 결과 | 1차전 결과 | 2차전 결과 | 2차전 결과 | 2차전 결과 |
| 년도   | 후보                | 득표       | 득표율     | 결과       | 득표       | 득표율     | 결과       |
| ------ | ------------------- | ---------- | ---------- | ---------- | ---------- | ---------- | ---------- |
| 2019년 | 볼로디미르 젤렌스키 | 5,714,034  | 30.24%     | 1위        | 13,541,528 | 73.22%     | 당선       |